# ميلتون جورج ماثيوز
ميلتون جورج ماثيوز (بالإنجليزية: Milton W. Mathews)‏ (و. 1846 – 1892 م) هو سياسي من الولايات المتحدة الأمريكية .